# Paralcis complicata
Paralcis complicata là một loài bướm đêm trong họ Geometridae.